# André Guérard
Pour les articles homonymes, voir Guérard.
André Guérard est un réalisateur québécois.

## Filmographie
- 1988 : Robin et Stella (série télévisée)
- 1991 : Pacha et les chats (série télévisée)
- 1997 : Lapoisse et Jobard (série télévisée)
- 1998 : KM/H (série télévisée)
- 2003 : 450, chemin du Golf (série télévisée)